# Rubik's Clock
Le Rubik's Clock est un casse-tête mécanique inventé par Christopher C. Wiggs et Christopher J. Taylor. Ernő Rubik leur a acheté l'invention. Il a été commercialisé pour la première fois en 1988.
Il est composé de 9 cadrans de chaque côté. Il y a 4 roues faisant tourner plusieurs cadrans des 2 faces en même temps. Il y a également 4 boutons connectés sur chaque face. Le fait qu'un bouton soit enfoncé ou pas détermine quels cadrans peuvent tourner à l'aide des roues sur chaque face.
Le but est de mettre les 18 cadrans sur midi en même temps.
Le principe de résolution est basé sur la technique des allers/retours, il suffit de faire tourner les aiguilles pour qu'elles rejoignent celles qui sont statiques en commençant par les cadrans formant la croix centrale de sorte à résoudre une face. Ensuite retourner le Rubik's Clock pour faire la seconde face en commençant par un seul cadran d'angle, ensuite deux cadrans non-opposés, ensuite 3 cadrans et finalement les 4 cadrans d'angle.
Une fois le système maîtrisé la résolution se passe en un minimum de manipulations ou le plus rapidement possible.

## Combinations
Comme il y a 14 horloges indépendantes, avec 12 réglages chacune, il y a un total de {\displaystyle 12^{14}}=1 283 918 464 548 864 combinaisons possibles pour les faces de l'horloge. Il y a 4 pins avec 2 positions possibles soit {\displaystyle 4^{2}}=16. Il y a donc 20 542 695 432 781 824 combinaisons possibles.

## Notation
Les mouvements suivants peuvent être effectués :

### Mouvements des broches
```
   UR (haut-droite) : Monter la broche en haut à droite.
   DR (bas-droite) : Monter la broche en bas à droite.
   DL (bas-gauche) : Monter la broche en bas à gauche.
   UL (haut-gauche) : Monter la broche en haut à gauche.
   U (les deux en haut) : Monter les deux broches du haut.
   R (les deux à droite) : Monter les deux broches de droite.
   D (les deux en bas) : Monter les deux broches du bas.
   L (les deux à gauche) : Monter les deux broches de gauche.
   ALL (toutes) : Monter toutes les broches.
```

### Mouvements des roues
```
   X+ (X tours dans le sens des aiguilles d'une montre) : Tourner un cadran à côté d'une broche en position haute X fois dans le sens des aiguilles d'une montre, puis descendre toutes les broches.
   X− (X tours dans le sens inverse des aiguilles d'une montre) : Tourner un cadran à côté d'une broche en position haute X fois dans le sens inverse des aiguilles d'une montre, puis descendre toutes les broches.
```

### Rotation du puzzle
```
   y2 : Retourner le puzzle, puis descendre toutes les broches.
```

### Top 10 des solveurs par résolution single[2]
| Rank | Name                    | Result | Competition                          |
| ---- | ----------------------- | ------ | ------------------------------------ |
| 1    | Volodymyr Kapustianskyi | 1.64s  | Moorhead Madness 2025                |
| 2    | Lachlan Gibson          | 1.82s  | Puzzling Papatoetoe 2025             |
| 3    | Brendyn Dunagan         | 1.90s  | Agoura Side Events Day 2025          |
| 4    | Kyle Jones              | 1.99s  | Don't Inverloch Up 2025              |
| 5    | Mick Boekema            | 2.00s  | Lente in Lent 2025                   |
| 6    | Eryk Kasperek           | 2.11s  | Energy Cube Tomaszów Mazowiecki 2025 |
| 7    | Antoni Stojek           | 2.14s  | Cube4fun Cubers Eve Żyrardów 2024    |
| 8    | Niklas Aasen Eliasson   | 2.25s  | Vännäs & Friends 2024                |
| 9    | Drake Denton Richard    | 2.26s  | Charlotte Winter 2025                |
| 9    | Jaidon Poraminthara Lin | 2.27s  | UCSB Cubing 2024                     |

### Top 10 des solveurs en moyennes sur 5 résolutions[3]
| Rank | Name                    | Average | Competition                   | Times                            |
| ---- | ----------------------- | ------- | ----------------------------- | -------------------------------- |
| 1    | Lachlan Gibson          | 2.28s   | Puzzling Papatoetoe 2025      | (2.20), 2.22, 2.26, 2.36, (2.65) |
| 2    | Volodymyr Kapustianskyi | 2.31s   | Moorhead Madness 2025         | 2.35, 2.40, 2.18, (3.71), (1.64) |
| 3    | Eryk Kasperek           | 2.52s   | Cube4fun Lublin on WEII 2024  | 2.44, (3.36), 2.59, (2.40), 2.52 |
| 4    | Kyle Jones              | 2.55s   | Coffs Big Banana Bonanza 2025 | 2., 2.34, (DNF), (2.20), 2.49    |
| 5    | Brendyn Dunagan         | 2.64s   | Nub Open Mission Viejo 2025   | (2.36), 2.46, (DNF), 2.86, 2.61  |
| 6    | Caleb Wolf Dunn         | 2.68s   | WCA World Championship 2025   | (4.44), 2.71, 2.70, (2.56), 2.63 |
| 7    | Antoni Stojek           | 2.82s   | Cube4fun Lublin Holidays 2025 | 2.78, 3.12, (5.68), (2.26), 2.56 |
| 7    | Carter Thomas           | 2.82s   | Pyraminx in Pewaukee 2024     | (4.77), (2.45), 3.52, 2.47, 2.46 |
| 9    | Niklas Aasen Eliasson   | 2.83s   | Kristiansand Open 2025        | 3.13, (2.59), 2.59, (3.36), 2.78 |
| 10   | Alessandro Diomampo     | 2.85s   | Davis Summer 2025             | 3.07, (6.15), 2.87, 2.62, (2.11) |

### Résolution non-humaine
Le 21 novembre 2024, un robot développé par Erez Borenshtein a établi un record du monde Guinness en résolvant un Rubik's Clock en 0,443 seconde. Cet exploit a été officiellement reconnu par Guinness World Records comme le temps le plus rapide pour un robot résolvant un Rubik's Clock. Le record est documenté sur le site web des Guinness World Records.